# 朱锡琨
朱錫琨，中國廣西博白縣人，太平天國將領。
他在清朝道光末年參加金田起義，1851年升為監軍，三年間隨太平軍進軍至南京，屢立戰功，累遷至殿左三檢點。
1853年5月，朱錫琨奉命隨林鳳祥北伐，同年秋天被封剿胡侯。北伐軍在1854年春天向南撤退途中，朱錫琨曾在阜城力拒清兵，此後事跡不詳，可能在北伐中戰死。